# Église Notre-Dame-de-Toutes-Joies de Broualan
Pour les articles homonymes, voir Église Notre-Dame-de-Toutes-Joies.
Ancienne chapelle frairienne de La Boussac, Notre-Dame-de-Toutes-Joies a été érigée siège de paroisse par décret impérial du 4 juin 1853. Cet édifice, construit en pierre de taille aux XVe et XVIe siècles, compte parmi les édifices de style gothique flamboyant les plus homogènes du département d'Ille-et-Vilaine. L'église fait l’objet d’un classement au titre des monuments historiques depuis le 4 août 1911.

## Histoire

### Édification auxXVe–XVIesiècles
L'édification de la chapelle Notre-Dame-de-Toutes-Joies a été entreprise le 8 mars 1483, une inscription gothique placée sur la première pile nord du chœur commémorant l'évènement. La tradition locale en fait l'exécution d'un vœu d'une dame de haut lignage, désireuse de retrouver sain et sauf son mari parti pour un voyage au long cours. En tout état de cause, la grande qualité du bâtiment (plan, stéréotomie, finesse d'exécution des remplages et ornements) ne saurait être mise au crédit des habitants du pays, une telle réalisation résultant plus assurément d'une commande de nobles puissants. 
La proximité du château de Landal, passé par alliance au XVe siècle des seigneurs de Montauban aux Rohan-Guéméné, la présence d'un écu mi-parti de fusées et de macles dans l'actuelle sacristie, ancienne chapelle prohibitive, laisseraient à penser que le prince Louis II de Rohan-Guéméné et son épouse, Louise de Rieux, seraient les commanditaires du chœur de l'église de Broualan. Par la suite, la nef aurait été édifiée dans le premier quart du XVIe siècle par François de Maure et son épouse, Hélène de Rohan, seigneur et dame de Landal. 
Par ailleurs, l'édifice présente des liens stylistiques ténus avec la chapelle Notre-Dame-de-Lannelou de Montauban (clocher médian, autels latéraux dotés de retables), ou encore un chevet à pans-coupés, formule atypique en Haute-Bretagne, inspiré de la chapelle Notre-Dame-de-Bon-Encontre de Rohan édifiée par Jean II de Rohan.

### Campagnes de restauration duXIXesiècle

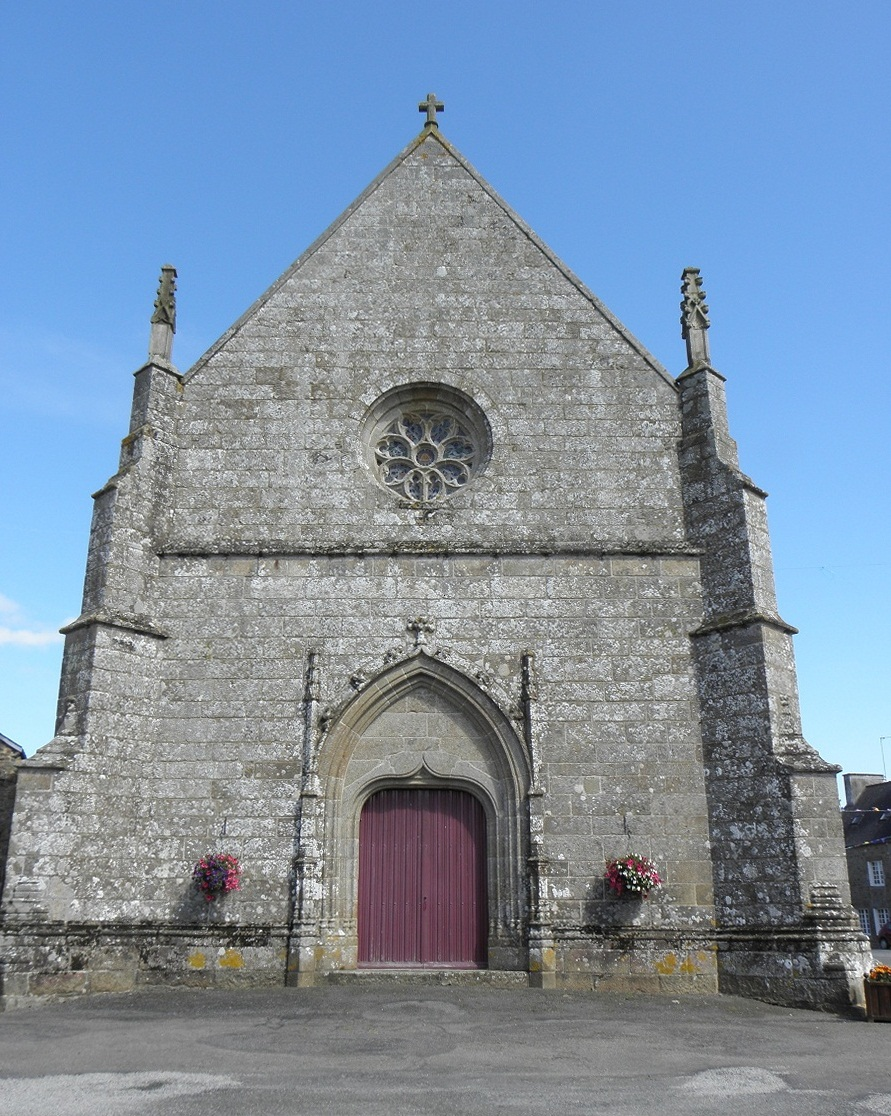
Façade occidentale de l'église.

Bien qu'elle ne fût seulement classée qu'en 1901, l'église de Broualan retint précocement l'attention des érudits locaux, dès la première moitié du XIXe siècle, au premier rang desquels le chanoine Brune. L'érection de Broualan en paroisse en 1853 puis en commune en 1887 devait permettre de conduire diverses campagnes de restauration de l'édifice.
- 1853-1858: restauration des voûtes et enduits du chœur[6].
- 1861-1862: édification de la chaire, réouverture des baies du chœur (Alexandre Leroyer, architecte à Saint-Servan)[7].
- 1866: installation de vitraux historiés par le maître-verrier nantais Reby[8].
- 1891: déplacement des retables du chœur à l'extrémité de la nef, de part et d'autre de l'arc diaphragme[9].
- 1900-1901: établissement de colonnettes engagées et de fausses voûtes dans la nef, et restauration du voûtement du chœur en bois et plâtre[10]. Allongement et transformation de la chapelle seigneuriale nord en sacristie (Alfred Frangeul, architecte à Saint-Malo).

## Architecture

### Extérieurs
Les deux campagnes de construction de l'église de Broualan sont aisément décelables à l'extérieur de l'édifice, la partie orientale étant toutefois sensiblement plus ornée que la nef.
Le chœur, espace le plus ancien et le plus noble, est cantonné de dix contreforts, pas moins de six fenêtres, aux remplages flamboyants compliqués, éclairant l'espace sacerdotal. Au nord, l'ancienne chapelle seigneuriale a été convertie en sacristie et agrandie au XIXe siècle. Un clocher-mur percé de trois baies en accolades marque l'entrée du chœur qui constituait la chapelle originelle. Une tourelle octogonale, située aujourd'hui au milieu de la côtale nord, permet d'accéder au clocher. Primitivement deux entrées (à l'ouest et au sud) donnaient accès à l'édifice, seule subsistant la porte ogivale surmontée d'une petite niche qui occupe la seconde travée sud du chœur.
La nef, espace dévolu aux paroissiens, présente une architecture moins riche. Seuls deux contreforts d'angles animent cette partie de l'édifice où les ouvertures assurent un éclairage plus parcimonieux. La côtale sud est ainsi percée par une porte ogivale sommée d'un arc orné de feuillages et par une fenêtre à deux meneaux. La façade occidentale est animée quant à elle par une porte en accolade logée dans une arcade ogivale qu'accostent de fins pinacles, une rosace à huit lobes surmontant le tout.   

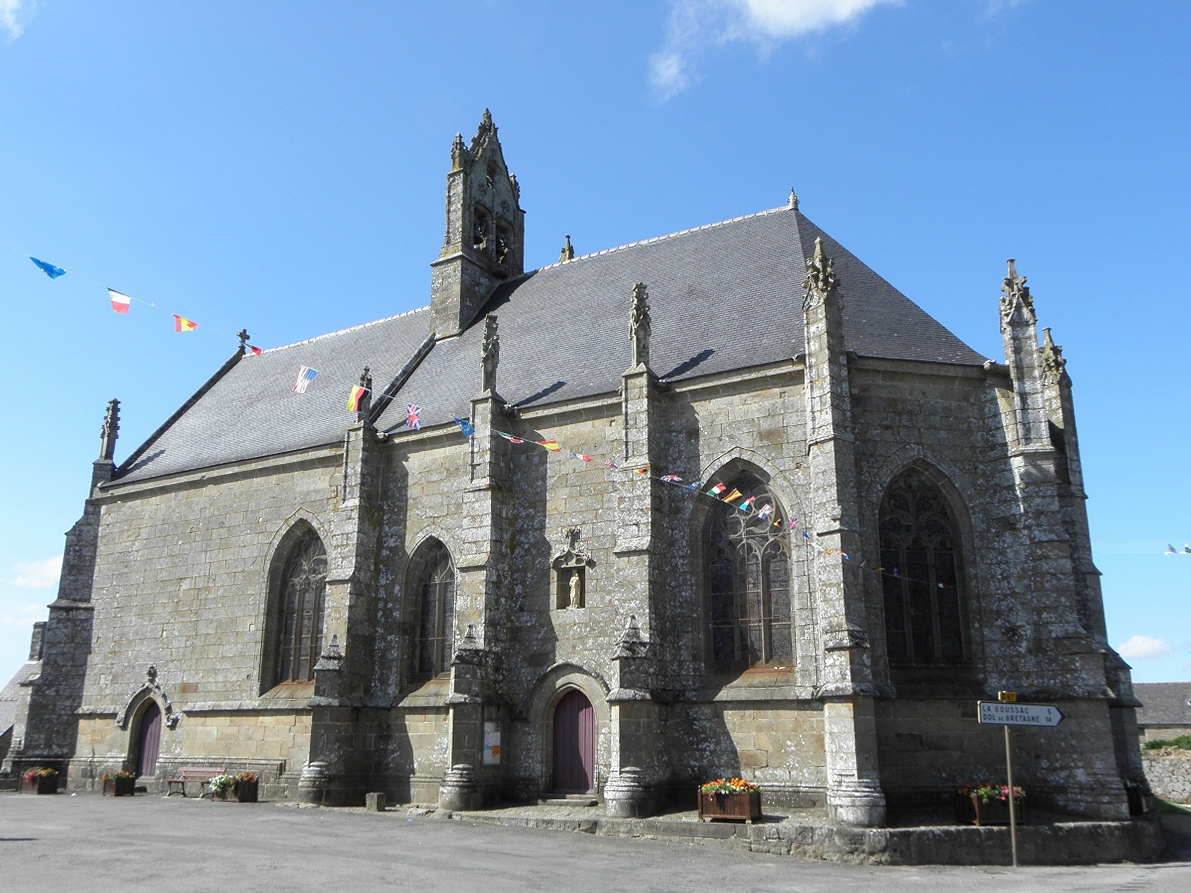
Chevet et flanc sud de l'édifice.
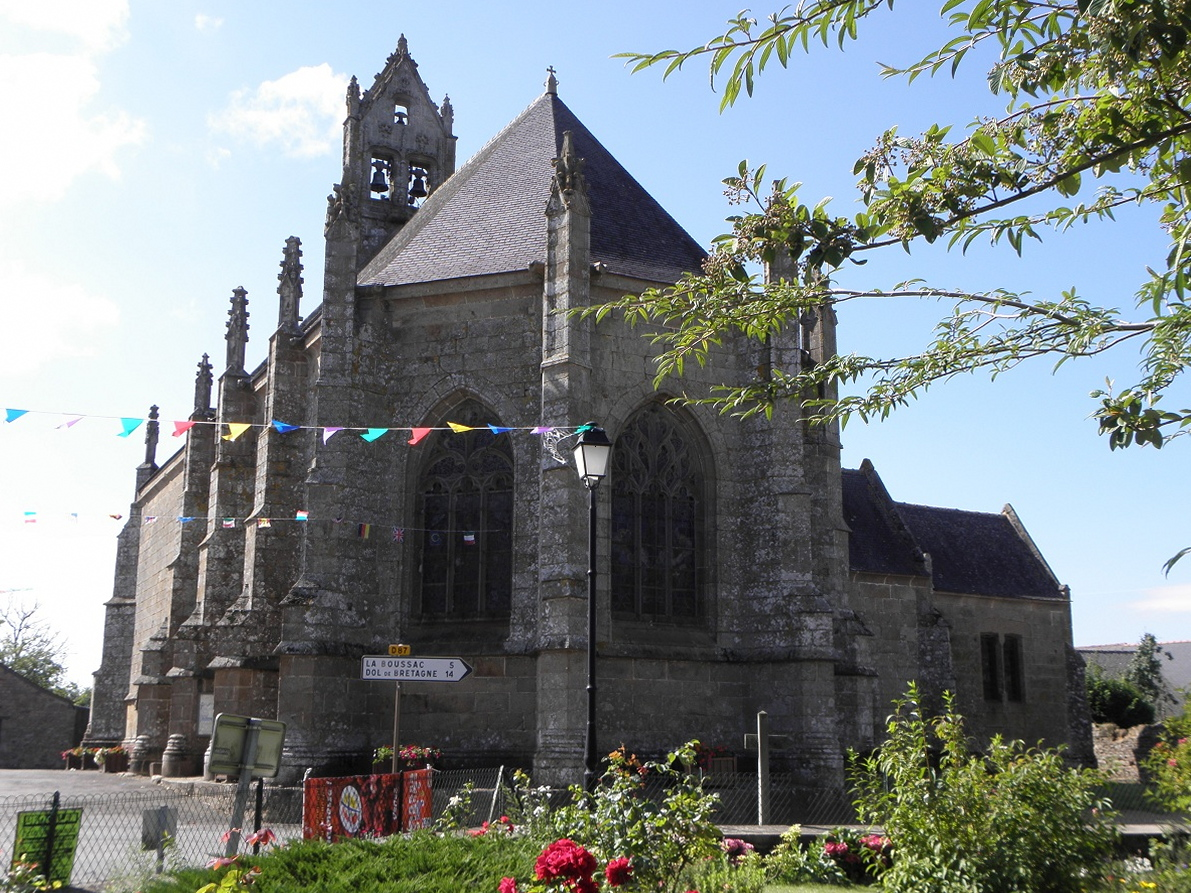
Le chevet et l'ancienne chapelle seigneuriale, agrandie et convertie en sacristie en 1901.
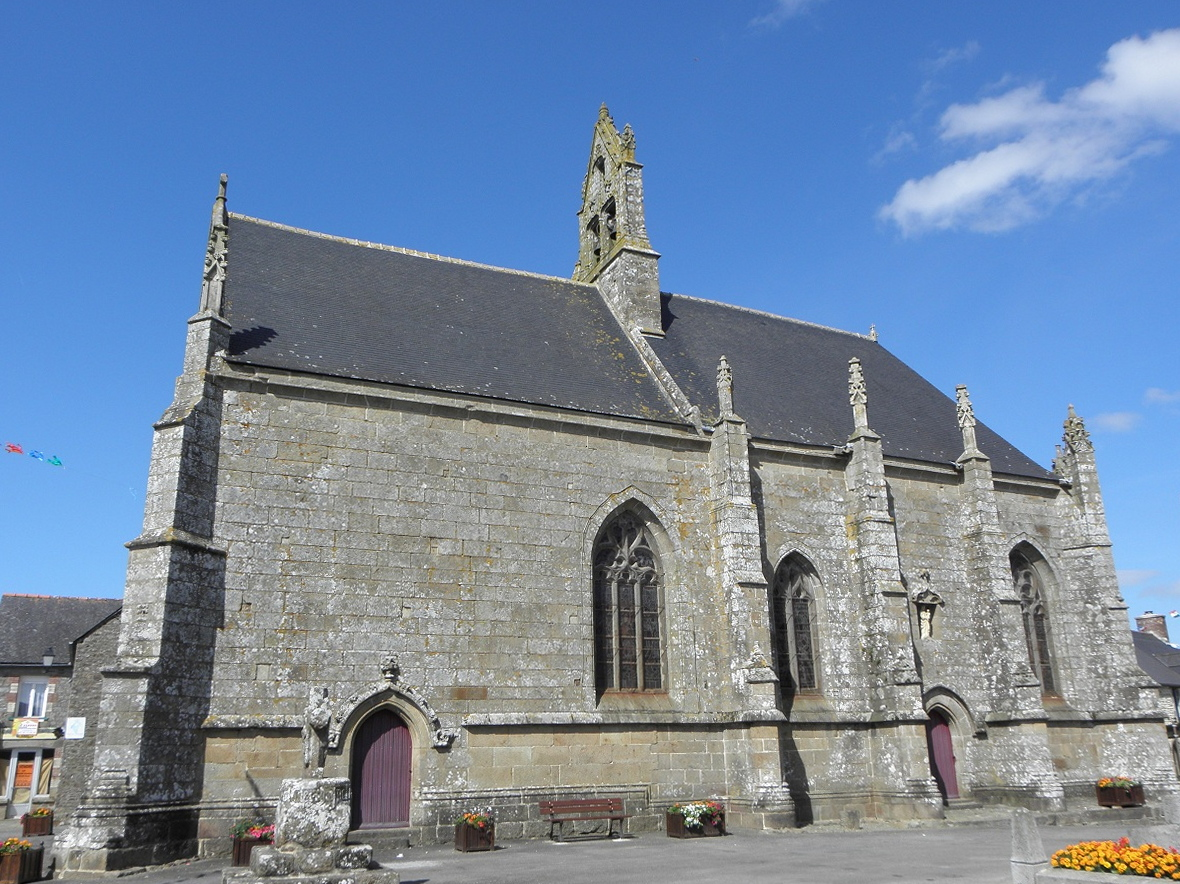
Flanc sud de l'église.

### Intérieur
L'église de Broualan présente un plan à vaisseau unique: une nef de trois travées séparée du chœur par un arc diaphragme portant le clocher. Au-delà, le chœur comporte également trois travées qu'achève une abside à trois pans coupés. L'élévation, à un étage, et le voûtement barlong de l'ensemble de l'édifice concourent à son unité. Pour autant, celle-ci est factice, la nef ayant présenté jusqu'en 1901 une voûte lambrissée, et les voûtes du chœur ayant été renouvelées par l'architecte Alfred-Louis Frangeul lors de la restauration de l'église. De fait, l'organisation hiérarchique entre le chœur et la nef, l'espace sacerdotale et celui dévolu aux fidèles, s'est trouvée gommée.
Certains éléments mobiliers sont à noter. Outre les dalles funéraires qui constituent le pavage de l'église, des crédences piscines et tabernacles ornent les murs. De part et d'autre de l'arc diaphragme, deux autels, contemporains du bâtiment, portent des retables de granite. Originellement, ces derniers étaient situés dans le chœur, perpendiculairement aux murs gouttereaux, où ils déterminaient des chapelles, espaces liturgiques privilégiés. 
Le chœur conserve une chaire, un sacraire abritant une piéta (XVe siècle), la statue de Notre-Dame-de-Toutes-Joies, ainsi que des vitraux réalisés en 1866 par le maître-verrier nantais Reby et ayant entre autres pour thèmes l'Annonciation, l'Adoration des mages, la Pentecôte et l'Assomption.

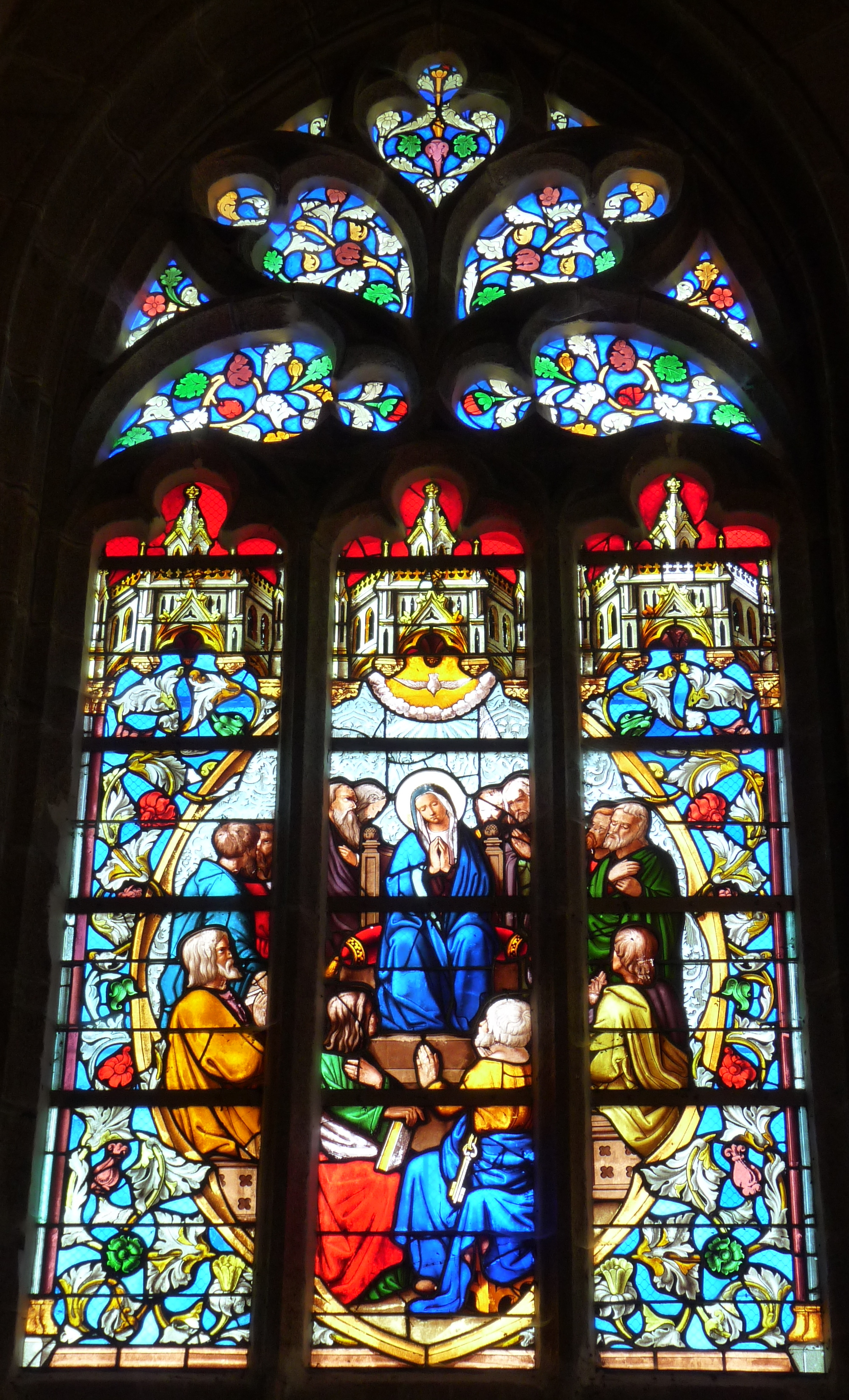
La Pentecôte.
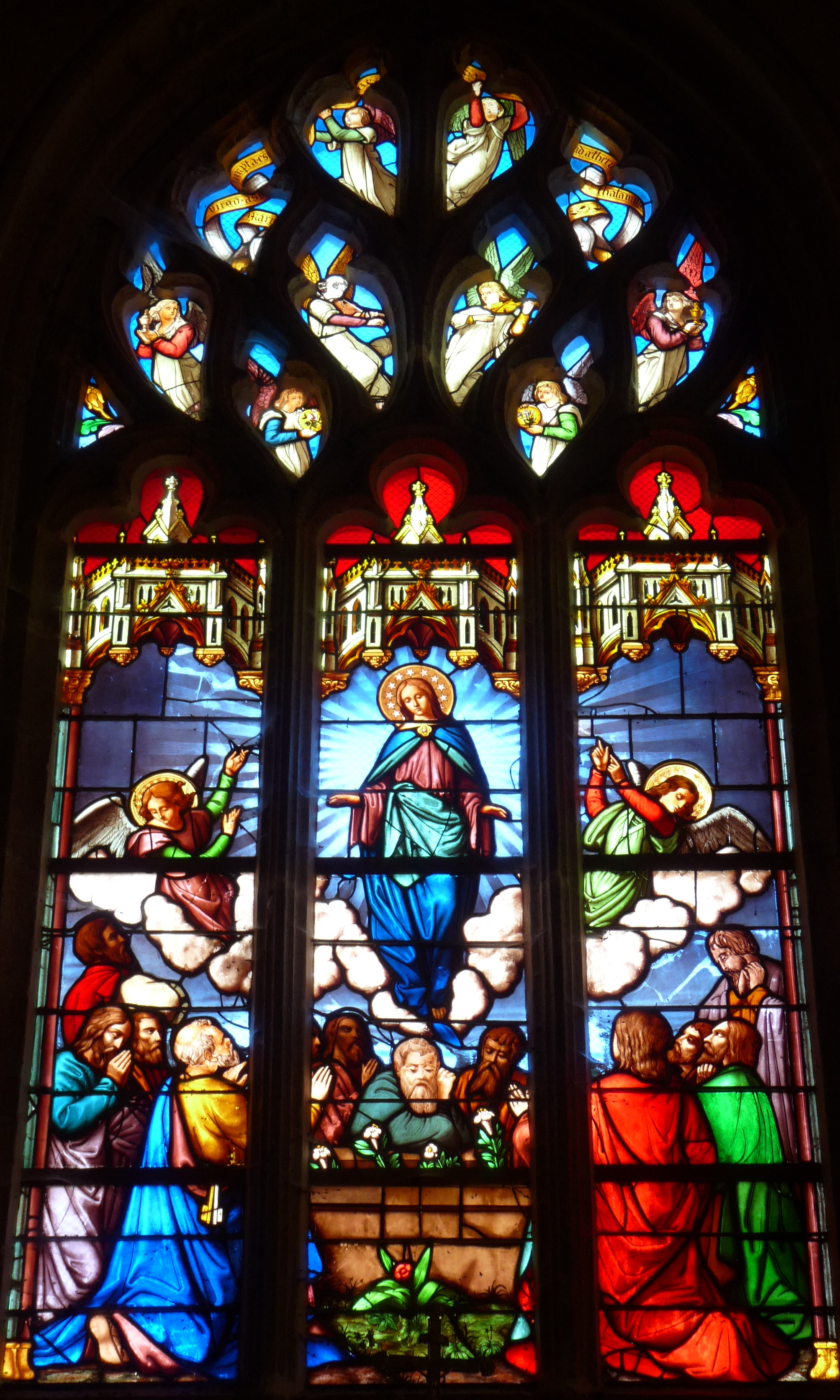
L'Assomption.
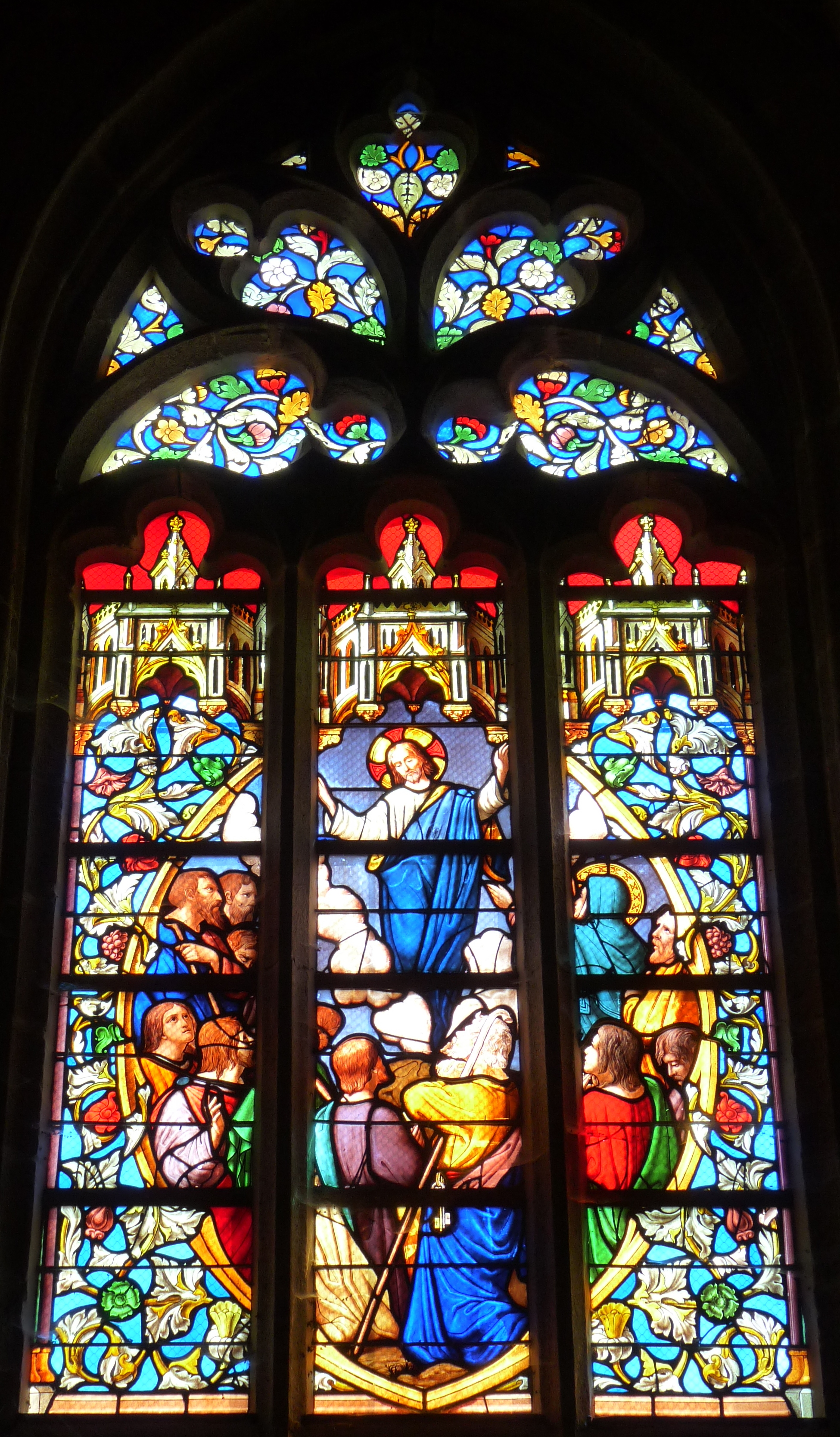
L'Ascension.